# Diplocephalus parentalis
Espèce
Diplocephalus parentalis est une espèce d'araignées aranéomorphes de la famille des Linyphiidae.

## Distribution
Cette espèce est endémique du Zhejiang en Chine,. Elle se rencontre dans les monts Long’ao.

## Description
Le mâle holotype mesure 2,23 mm et la femelle paratype 2,44 mm.

## Publication originale
- Song & Li, 2010 : The spider genera Araeoncus Simon, 1884 and Diplocephalus Bertkau, 1883 (Arachnida, Araneae, Linyphiidae) of China. Zoosystema, vol. 32, p. 117-137 (texte intégral).